# Imperatrice nuda
Imperatrice nuda è un libro del 1976 dello scrittore Hans Ruesch. È un saggio critico sulla vivisezione e sulla ricerca scientifica che la impiega.

## Contenuti
Il libro si qualifica quale requisitoria contro forme di ricerca impostate su un metodo risalente al secolo XVII. L'opinione dell'autore, e dei medici e scienziati che egli cita nel libro, è che questo metodo sia non solo disumano ma soprattutto antiscientifico. Quindi, secondo la sua tesi, le prove su animali sono controproducenti perché portano a risultati inattendibili. A sostegno di questa tesi l'autore porta un impressionante numero di prove documentali che ricava da quanto dichiarato o edito dagli stessi autori di questi test.
Secondo Hans Ruesch i motivi che ritardano o impediscono il rinnovamento di questa branca della ricerca sarebbero la difficoltà di percorrere nuove strade da parte di chi sarebbe stato indottrinato a seguire le vecchie, nonché il presunto giro di interessi pecuniari che ruoterebbe attorno alla sperimentazione animale.

## Storia editoriale
Secondo quanto riferito da Ruesch, il libro fu sottoposto nel 1974 alla Arnoldo Mondadori Editore, che ne avrebbe rifiutato la stampa con l'amichevole consiglio di “lasciar perdere”.
L'opera fu edita da Rizzoli nel 1976, per poi essere ritirata dal commercio dopo solo sei mesi. Stessa sorte ebbe negli USA nel 1978.
Nel 1977 Garzanti ne pubblicò un'edizione economica.
Nel 1989 il libro fu ri-pubblicato da Civis in una nuova edizione, arricchita dall'ancillare Piccola storia editoriale (sottotitolo come si sopprime un libro di successo), un pamphlet nel quale l'autore descrive gli ostacoli che a suo avviso avrebbero intralciato la diffusione del libro.

## Accoglienza della critica
Tra le reazioni positive al libro si annoverano quelle di Flora Antonioni su Il Tempo del 22 febbraio 1976 (che definì «le prove raccolte da Hans Ruesch [...] tali e tante da lasciare senza respiro»), di Giuliano Ferreri su L'Europeo del 12 marzo 1976 (che ne apprezzò il procedere per «cifre, dati, episodi del tutto rigorosi») e de Il Piccolo di Trieste del 19 marzo 1976, che esortò a «lottare contro chi abusa del denaro e della salute della gente per far carriera, per guadagnare molto».
Di segno opposto la critica formulata da Alberto Malliani (ricercatore, docente di medicina interna all'Università degli Studi di Milano e direttore del dipartimento di medicina all'ospedale Luigi Sacco) su La Stampa del 14 febbraio 1976, che definì il libro «ambiguo, pretestuoso [...] un tripudio di generalizzazioni interpretative, di ottusità biologica e di insufficiente cultura».

## Edizioni in italiano
- Hans Ruesch, Imperatrice nuda, Rizzoli, Milano 1976
- Hans Ruesch, Imperatrice nuda, Garzanti, Milano 1977
- Hans Ruesch, Imperatrice nuda: \una denuncia contro la crudele pratica della vivisezione, Garzanti, Milano c1977
- Hans Ruesch, Imperatrice nuda, S. l.: CIVIS, 1989